# Michel Piccoli
Jacques Daniel Michel Piccoli, född 27 december 1925 i Paris, död 12 maj 2020 i Saint-Philbert-sur-Risle i Eure, var en fransk skådespelare. Han utmärkte sig på såväl scen som TV och film. 
Han gjorde filmdebut 1949 i Le Point du Jour. Med sin eleganta, intelligenta, ofta lite sardoniska spelstil nådde han så småningom internationell berömmelse. Han är känd bland annat för att ha spelat i filmer som Paris-Timbuktu, Atlantic City, U.S.A. och Topaz.
Han var först gift med skådespelerskan Élénonor Hirt. Åren 1966–1977 var han gift med sångerskan Juliette Gréco. Han var av italiensk härkomst.

## Filmografi
- 1949 – Le point du jour
- 1955 – French Cancan
- 1958 – Rafles sur la ville
- 1963 – Föraktet
- 1965 – Dödens kupé
- 1966 – Varelserna
- 1966 – Brinner Paris?
- 1967 – Flickorna i Rochefort
- 1967 – Belle de jour – dagfjärilen
- 1969 – Dillinger è morto
- 1969 – Topaz
- 1970 – Det bittra ljuva livet
- 1972 – Borgarklassens diskreta charm
- 1973 – Brakfesten
- 1976 – Den sista kvinnan
- 1980 – Atlantic City, U.S.A.
- 1982 – Natten i Varennes
- 1982 – Une chambre en ville
- 1991 – Den sköna satmaran
- 1995 – De 101 nätterna
- 1997 – Passion in the Desert
- 1999 – Paris-Timbuktu
- 2001 – Je rentre à la maison
- 2004 – Mal de mer
- 2011 – Vi har en påve!
- 2012 – Det här är bara början
- 2012 – Holy Motors